# Fred Leech
Fred Leech (5 tháng 12 năm 1923 - tháng 12 năm 2001) là một cầu thủ bóng đá người Anh thi đấu ở vị trí tiền đạo trung tâm.

## Sự nghiệp
Sinh ra ở Stalybridge, Leech thi đấu cho Hurst và Bradford City. Trong thời gian với Bradford City he made 7 lần ra sân ở Football League, ghi two bàn thắng.
Ông cũng từng thi đấu cho Range Boilers và Manchester City. Ông kí hợp đồng với Mossley từ Goslings, thi đấu 6 trận và ghi 2 bàn mùa giải 1946-47 trước khi thi đấu cho Stockport County, Accrington Stanley, Crewe Alexandra và Hyde United.